# 方丹莱埃尔芒
方丹莱埃尔芒（法語：Fontaine-lès-Hermans）是法国北部-加来海峡大区加来海峡省的一个市镇，属于阿拉斯区厄尚县。该市镇2009年时的人口为108人。

## 人口
方丹莱埃尔芒人口变化图示
| 数据来源：INSEE |